# 青郷駅
青郷駅（あおのごうえき）は、福井県大飯郡高浜町青にある、西日本旅客鉄道（JR西日本）小浜線の駅である。

## 歴史
- 1940年（昭和15年）11月1日：官設鉄道（後に日本国有鉄道）小浜線の若狭高浜駅 - 松尾寺駅間に新設開業[1][2][3]。旅客営業のみ[4]。
- 1973年（昭和48年）3月15日：荷物扱い廃止[5]。国鉄職員による出札・改札業務を停止し旅客業務について無人化[6]。その後、簡易委託による乗車券販売を開始[7]。
- 1987年（昭和62年）4月1日：国鉄分割民営化により、西日本旅客鉄道の駅となる[7][4]。
- 2004年（平成16年）3月30日：現駅舎が完成[8]。
- 時期未定：簡易委託を解除し、無人化〈予定〉[9]。

## 駅構造
北側に単式ホーム1面1線を有する地上駅（停留所）。金沢支社が管理している。
ホームは駅舎に対して高い位置にある。簡易委託駅で、窓口に係員が配置され、乗車券を発券している。ただし、水曜日のみ終日休業である。定期列車は各駅に停まるためすべて停車するが、臨時列車は停車しない場合もある。なお、列車の開扉扱いは無人駅と同様の扱いである。
2004年（平成16年）に駅舎は木造平屋建てのログハウス風に改築され、観光振興施設「ロッジ青葉」として整備された。これに伴いスロープが新設され、バリアフリーに対応するようになった。ただし、合同駅舎のため常時利用はできない。

## 利用状況
JR西日本の移動等円滑化取組報告書によれば、2023年（令和5年）度の1日平均乗降人員当たりの利用者数は150人である。
「福井県統計年鑑」によると、近年の1日平均乗車人員は以下の通り。
| 年度   | 1日平均 乗車人員 |
| ------ | ---------------- |
| 1997年 | 125              |
| 1998年 | 120              |
| 1999年 | 111              |
| 2000年 | 86               |
| 2001年 | 101              |
| 2002年 | 88               |
| 2003年 | 92               |
| 2004年 | 92               |
| 2005年 | 96               |
| 2006年 | 106              |
| 2007年 | 105              |
| 2008年 | 121              |
| 2009年 | 110              |
| 2010年 | 112              |
| 2011年 | 124              |
| 2012年 | 132              |
| 2013年 | 140              |
| 2014年 | 132              |
| 2015年 | 142              |
| 2016年 | 134              |
| 2017年 | 121              |
| 2018年 | 113              |
| 2019年 | 102              |

## 駅周辺
駅前を福井県道150号線が通り、駅から少し北へ離れた所を国道27号が通る。駅付近は田園風景となっており、所々に集落がある。
- 小浜警察署青駐在所
- 青郷（あおごう）郵便局
- 青郷児童センター
- 青郷公民館
- 高浜町立青郷（せいきょう）小学校
- 大成寺
- 中山寺 - 若狭三十三カ所第33番札所
- 伊弉諾神社[13]
- 国道27号
- 福井県道150号青郷停車場線
- 京都交通「青郷」停留所
- 関屋川

## その他
- 当駅は福井県および中部地方最西端の駅となっている[2]。経度は大阪駅とほぼ同じ。
- 西隣の松尾寺駅も西日本旅客鉄道金沢支社敦賀地域鉄道部の管理下ではあるが、同社発行の特別企画乗車券『北陸おでかけtabiwaパス』の利用可能エリアは当駅までである[注釈 1]。また、ハピラインふくい線内の各駅を発着駅とする連絡運輸の範囲も当駅までである。

## 隣の駅
西日本旅客鉄道（JR西日本）
■小浜線
三松駅 - 青郷駅 - 松尾寺駅